# Omphax bara
Omphax bara är en fjärilsart som beskrevs av Claude Herbulot 1972. Omphax bara ingår i släktet Omphax och familjen mätare. Inga underarter finns listade i Catalogue of Life.